# جامعة جراند كانيون
جامعة جراند كانيون (بالإنجليزية: Grand Canyon University)‏ هي جامعة مسيحية خاصة هادفة للربح في فينيكس، أريزونا.